# Быков, Анатолий Григорьевич
Анатолий Григорьевич Быков (25 февраля 1938, Клин, Московская область — 19 января 2009) — доктор юридических наук (1985), профессор и заведующий кафедрой предпринимательского права Московского государственного университета (1988—2001); арбитр Международного коммерческого арбитражного суда при Торгово-промышленной палате РФ.

## Биография
Анатолий Быков родился 25 февраля 1938 года в городе Клин (Московская область); в период с 1955 по 1960 год являлся студентом юридического факультета Московского государственного университета имени М. В. Ломоносова. После окончания ВУЗа он стал следователем-стажёром в Подольской прокуратуре Московской области. Через год, в 1961, занял позицию старшего консультанта в Государственном арбитраже при Совете Министров РСФСР, где проработал до 1968 года — одновременно он обучался в заочной аспирантуре на кафедре гражданского права юридического факультета МГУ (1964—1968).
После этого, в феврале, Быков начал работать на само юридическом факультете: сначала — ассистентом, затем — старшим преподавателем. В январе того же, 1968, года — под руководством советского правоведа Вениамина Грибанова — Быков защитил кандидатскую диссертацию на тему «Роль гражданско-правовых санкций в осуществлении хозрасчета». Впоследствии стал доцентом МГУ. В начале Перестройки, в 1985 году, он успешно защитил докторскую диссертацию — на тему «Эффективность хозяйственного договора» (написана в 1982); стал доктором юридических наук и профессором.
В период с 1988 (по другим данным — с июня 1989) по 2001 год Анатолий Быков являлся заведующим кафедрой предпринимательского права МГУ (в советские годы — кафедра хозяйственного права); после этого стал профессором-консультантом на той же кафедре. Являлся научным руководителем в двадцати кандидатских диссертациях. В 1990—1991 годах, продолжая работать в университете, входил в состав Комитета конституционного надзора СССР (был избран постановлением Верховного Совета СССР от 26 апреля). В 1988 году также стал арбитром в Международном коммерческом арбитражном суде (МКАС), созданном при Торгово-промышленной палате РФ: в 1995 году вошёл в президиум данного суда.
Кроме того, в период с 1991 по 2001 год Быков состоял советником по вопросам хозяйственного права при Министерстве топлива и энергетики (Минтопэнерго РФ). Являлся участником создания кафедры хозяйственного права и правового регулирования внешне-экономической деятельности; уже в России, в 1992 году, данная кафедра была преобразована в существующую сегодня кафедру предпринимательского права.

## Работы
Анатолий Быков является автором и соавтором около двухсот научных работ, в число которых входят учебные пособия, монографии и учебники, посвящённые проблемам советского (российского) хозяйственного, гражданского и предпринимательского права; писал комментарии к законодательству и арбитражно-судебной практике в области правового регулирования хозяйственной деятельности предприятий и имущественной ответственности бизнеса, а также — по вопросам транспорта. Ряд его работ был переведен на испанский и немецкий языки; по данным МГУ, «работы [Быкова] нашли положительный отклик в рецензиях, опубликованных в ГДР, Чехословакии, Болгарии, Кубе». Быков являлся автором концепции, в рамках которой предпринимательское право отделялось от торгового: он полагал, что частное по своей сути торговое право служит основой для предпринимательского.
- План и хозяйственный договор (1975)[3]
- Предприятие и транспорт (1979)
- Советское гражданское право. Учебник. Том 1-2 (1979—1980)
- Предпринимательское право: проблемы формирования и развития (М., 1992)